# Microgobius tabogensis
Microgobius tabogensis är en fiskart som beskrevs av Meek och Hildebrand 1928. Microgobius tabogensis ingår i släktet Microgobius och familjen smörbultsfiskar. IUCN kategoriserar arten globalt som livskraftig. Inga underarter finns listade i Catalogue of Life.